# Dzsungelriportok: A mentőakció
A Dzsungelriportok: A mentőakció vagy Dzsungelbanda: Mentés indul! (eredeti cím: Les As de la Jungle) 2013 és 2020 között sugárzott francia televíziós 3D-s számítógépes animációs sorozat. Franciaországban a France 3 tűzte műsorra. Magyarországon először a Boomerang adta le, s az M2 kezdte ismételni új szinkronnal.

## Cselekmény
A sorozat főszereplői Maurice, Junior, Miguel, Gilbert, Batricia, Al és Bob, akik együttesen a Dzsungelbandát alkotják. Ennek a csoportnak az a munkája, hogy a dzsungel bajba keveredő állatainak segítséget nyújtsanak. Mind a csapatvezető Maurice-nak, mind a többi csapattagnak szembe kell néznie a bonyolult, gyakran életveszélyes feladatokkal, hogy megtarthassák a banda jó hírét. Előfordul, hogy a durva időjárás viszontagságait kell átvészelniük, időnként le kell számolniuk egy rosszindulatú állattal, néha pedig egymást kell megmenteniük. A Dzsungelbanda riasztóeszköze egy termetes kürt, amely valahol a rengeteg közepén helyezkedik el, a tanyájukhoz közel, így a legtöbb esetben a tudomásukra jut, ha valakinek szüksége van rájuk.

## Szereplők
| Szereplő | Eredeti hang | Magyar hang (Boomerang)                                | Magyar hang (MTVA)                            |
| --- | --- | ------------------------------------------------------ | --------------------------------------------- |
| Maurice | Philippe Bozo | Kisfalusi Lehel Gubányi György István (Sárkányinvázió) | Gubányi György István                         |
| Maurice | A Dzsungelbanda kapitánya, hím császárpingvin. Ő irányítja a csapatot. Tigrisek nevelték fel, emiatt önmagát is tigrisnek hiszi. A tigriscsíkokat festékkel pótolja. Jól tud harcolni, feltehetően érti a harcművészetet is. Fajtársait, a pingvineket nem ismeri fel. |                                                        |                                               |
| Junior | nincs beszélő szerep | nincs beszélő szerep                                   | nincs beszélő szerep                          |
| Junior | Maurice nevelt fia, apró hím tigrishal. Egy apró gömbakváriumban úszkál, de gyakran kimerészkedik az eszközből. A bandavezérhez hasonlóan ő is jól ért a harchoz. |                                                        |                                               |
| Miguel | Pascal Casanova | Faragó András                                          | Bácskai János                                 |
| Miguel | Nagy termetű hím gorilla, a legnagyobb erejű állat a Dzsungelbandában. Kedvenc étele a banán. Ha valaki fenyegeti őt vagy a társait, kíméletlenül megüti – saját szavaival: traplizza – a fenyegetőzőt.                                                                |                                                        |                                               |
| Gilbert | Laurent Morteau | Presits Tamás                                          | Szokol Péter                                  |
| Gilbert | Apró hím koboldmaki, a banda gyakran morcos tagja. Folyamatosan elutasítja Batricia közeledését. Jó taktikai érzéke van, gyorsan megtalálja a nyomokat a banda bevetése során. Képes biztonsági rendszereket is létrehozni.                                            |                                                        |                                               |
| Batricia | Céline Monsarrat | Kovács Nóra                                            | Bozó Andrea                                   |
| Batricia | Nőstény denevér, a banda leggyorsabb tagja. Folyamatosan közeledik Gilbert-hez, a koboldmaki azonban mindig elutasítja a közeledését. A bevetések során tanult meg igazán repülni.                                                                                     |                                                        |                                               |
| Al | Emmanuel Curtil | Seder Gábor                                            | Markovics Tamás                               |
| Al | Hím üvegbéka. A banda bázisa melletti tónál él, Bob mellett. A másik békához hasonlóan a banda tartalékos tagja, tehát csak néhány küldetésben vesz részt. |                                                        |                                               |
| Bob | Paul Borne | Bácskai János                                          | Papucsek Vilmos                               |
| Bob | Hím óriásvarangy. Otthona a bázis melletti tó, Al lakótársa és legjobb barátja. Tartalékos tag a bandában, nem vesz részt minden bevetésen, csak abban, amiben szükség van rá.                                                                                         |                                                        |                                               |
| Fred | Michel Mella | Dányi Krisztián                                        | Király Adrián                                 |
| Fred | Tehetséges énekes varacskosdisznó a dzsungelben. |                                                        |                                               |
| Roger | N/A | ?                                                      | Péter Richárd                                 |
| Roger | Szürke kabátos bajuszos koala, aki szereti a munkáját. |                                                        |                                               |
| Marla | N/A | Rátonyi Hajni                                          | Oláh Orsolya                                  |
| Marla | Véznaujjú maki hölgy, aki narancs-vörös csíkos sapkát visel. |                                                        |                                               |
| Rosine | N/A | ?                                                      | Solecki Janka                                 |
| Rosine | Selyemmajom tanárnő a dzsungelben. |                                                        |                                               |
| Vladimir | N/A | Haagen Imre                                            | Szatmári Attila                               |
| Vladimir | Oposszum. aki kabátot visel, amely vámpírnak vagy póknak tűnik. |                                                        |                                               |
| Melina | N/A | ?                                                      | Nádasi Veronika                               |
| Melina | |                                                        |                                               |
| Natasha | N/A | N/A                                                    | Orosz Anna                                    |
| Natasha | |                                                        |                                               |
| Tony | N/A | N/A                                                    | Maday Gábor                                   |
| Tony | |                                                        |                                               |
| Goliath | N/A | N/A                                                    | Sörös Miklós (1. hang) Albert Péter (2. hang) |
| Goliath | |                                                        |                                               |
| További magyar hangok (Boomerang / Digital Media Services + SDI Media Hungary) | |                                                        |                                               |
| Baráth István, Bodrogi Attila, Bogdányi Titanilla (Suzie; Denevér), Bognár Tamás (El Popo), Bolla Róbert (Pofaszakáll; mandrill varázsló; birkózóbíró), Elek Ferenc, Előd Álmos, Forgács Gábor, Galbenisz Tomasz (bölcs sün), Harsányi Gábor (Hercule), Kajtár Róbert, Kálloy Molnár Péter (Umbaba-Umba törzs főnöke), Kapácsy Miklós, Katona Zoltán, Kiss Erika, Markovics Tamás (kaméleon), Menszátor Magdolna, Moser Károly, Nádasi Veronika, Oláh Orsolya, Orosz István, Ősi Ildikó, Pál Tamás (Coro), Pálmai Szabolcs (Birka), Pekár Adrienn (Frici), Pusztaszeri Kornél (Los Banditos), Réti Szilvia, Schneider Zoltán (koalavezér), Seszták Szabolcs (Botsáska), Szokol Péter, Vári Attila (Vén Jim; Béka) | |                                                        |                                               |
| További magyar hangok (MTVA / Pannónia Sound System) | |                                                        |                                               |
| Andrádi Zsanett, Baráth István, Berkes Bence, Berkes Boglárka (Lola (1. hang)), Bogdányi Titanilla, Bolla Róbert (birkózóbíró; további szereplők), Bor László, Czető Ádám, Dögei Éva, Gulás Fanni (elefántlány; további szereplők), Hermann Lilla (Lola (2. hang); további szereplők), Kajtár Róbert, Kapácsy Miklós, Katona Zoltán, Kisfalusi Lehel, Kokas Piroska, Laurinyecz Réka, Maday Gábor (Hannibal, az álmamutok vezére; további szereplők), Moser Károly (Émile; további szereplők), Pálmai Szabolcs, Pekár Adrienn, Penke Bence, Sallai Nóra, Sörös Miklós, Szalay Csongor | |                                                        |                                               |

## Epizódok

### Dzsungelriportok: A mentőakció – gyorsjelentés[2]
| #   | Eredeti cím                   |
| --- | ----------------------------- |
| 1.  | The Hunting Lesson            |
| 2.  | Spiders                       |
| 3.  | Miguel's Passion              |
| 4.  | A Meeting Chez Gilbert        |
| 5.  | Traps                         |
| 6.  | The Recipe                    |
| 7.  | Batricia's Secret             |
| 8.  | The Training Session          |
| 9.  | Aquatic Ride                  |
| 10. | Miguel Love Bananas           |
| 11. | Upside Down                   |
| 12. | The Hairdressing Salon        |
| 13. | Miguel Has Fleas              |
| 14. | Stripes                       |
| 15. | Halloween                     |
| 16. | The Miming Game               |
| 17. | The Magic Show                |
| 18. | Afraid of the Dark            |
| 19. | The Keep a Straight Face Game |
| 20. | The Zit                       |
| 21. | Hide-And-Seek                 |
| 22. | The Knight of the Jungle      |
| 23. | The Sculptures                |
| 24. | Al & Bob in Training          |
| 25. | The Dentist                   |
| 26. | Jungle Bells                  |

### 1. évad
| Sor. | Év. | Eredeti cím                          | Magyar cím                    | Magyar cím                                | Magyar premier | Magyar premier |
| Sor. | Év. | Eredeti cím                          | Boomerang                     | M2                                        | Boomerang      | M2             |
| ---- | --- | ------------------------------------ | ----------------------------- | ----------------------------------------- | -------------- | -------------- |
| 1.   | 1.  | Deep into the chasm                  | A szakadék mélyén             | A szakadék mélyén                         | 2015. 02. 09.  | 2015. 10. 16.  |
| 2.   | 2.  | The Boulder of Fear                  | Rémségek sziklája             | A félelem sziklája                        | 2015. 02. 09.  | 2015. 10. 19.  |
| 3.   | 3.  | Rubies Are Forever                   | A rubint rabja                | Mindörökké gyémánt                        | 2015. 02. 10.  | 2015. 10. 20.  |
| 4.   | 4.  | The Blood Berry                      | A piros ebszőlő               | A gyilkos gyümölcs                        | 2015. 02. 11.  | 2015. 10. 21.  |
| 5.   | 5.  | The Invasion Has Already Begun       | Idegen megszállás             | Támadás indul                             | 2015. 02. 12.  | 2015. 10. 22.  |
| 6.   | 6.  | Mission Keep Calm                    | Nyugi a tuti                  | A békés küldetés                          | 2015. 02. 13.  | 2015. 10. 23.  |
| 7.   | 7.  | Captain Cahouete                     | Hórukk kapitány               | Karát kapitány                            | 2015. 02. 16.  | 2015. 10. 26.  |
| 8.   | 8.  | The Sand of Fire                     | A tűzhomok                    | Tűzhomok                                  | 2015. 02. 17.  | 2015. 10. 27.  |
| 9.   | 9.  | The Great Evil Itch                  | A vészes viszketeg            | A nagy ördögi viszketés                   | 2015. 02. 18.  | 2015. 10. 28.  |
| 10.  | 10. | Princess Groundhog                   | Mormota hercegnő              | Mormota hercegnő                          | 2015. 02. 19.  | 2015. 10. 29.  |
| 11.  | 11. | The Striking City                    | A csatakiáltás                | A dermesztő kiáltás                       | 2015. 02. 20.  | 2015. 10. 30.  |
| 12.  | 12. | Boiling Show                         | Sülve-főve, jól felsülve      | Egy izzasztó koncert                      | 2015. 02. 23.  | 2015. 11. 02.  |
| 13.  | 13. | Free Fall                            | Mélyrepülés                   | Szabadesés                                | 2015. 02. 24.  | 2015. 11. 03.  |
| 14.  | 14. | Old Jim's Treasure                   | Vén Jim kincse                | Öreg Jim kincse                           | 2015. 02. 25.  | 2015. 11. 04.  |
| 15.  | 15. | Old Jim's Treasure                   | Vén Jim kincse                | Öreg Jim kincse                           | 2015. 02. 26.  | 2015. 11. 05.  |
| 16.  | 16. | Old Jim's Treasure                   | Vén Jim kincse                | Öreg Jim kincse                           | 2015. 02. 27.  | 2015. 11. 06.  |
| 17.  | 17. | Old Jim's Treasure                   | Vén Jim kincse                | Öreg Jim kincse                           | 2015. 03. 02.  | 2015. 11. 09.  |
| 18.  | 18. | The Little Plants of Horrors         | A szörnyűséges ízé            | Rémségek kicsi növénye                    | 2015. 03. 03.  | 2015. 11. 10.  |
| 19.  | 19. |                                      | A pusztítás                   | A pusztítás                               | 2015. 03. 04.  | 2015. 11. 11.  |
| 20.  | 20. | The Jungle Bunch and the Lost Groove | Az elveszett báj              | A Dzsungelbanda és az elveszett klasszság | 2015. 03. 05.  | 2015. 11. 12.  |
| 21.  | 21. | The Swamp                            | A láp                         | A mocsár                                  | 2015. 03. 06.  | 2015. 11. 13.  |
| 22.  | 22. | The Five Thaos of Thunder            | A mennydörgés öt thao-ja      | A villám öt thao-ja                       | 2015. 03. 09.  | 2015. 11. 16.  |
| 23.  | 23. | Fight Over a Lettuce Nest            | A saláta talánya              | Harc egy salátaágy miatt                  | 2015. 03. 10.  | 2015. 11. 17.  |
| 24.  | 24. | Daddy Miguel                         | Miguel papa                   | Miguel papi                               | 2015. 03. 11.  | 2015. 11. 18.  |
| 25.  | 25. | Seven Minutes Flat                   | Hét perces akció              | Hét perces ház                            | 2015. 03. 12.  | 2015. 11. 19.  |
| 26.  | 26. | An Impossible Mission                | A lehetetlen küldetés         | Egy lehetetlen küldetés                   | 2015. 03. 13.  | 2015. 11. 20.  |
| 27.  | 27. | The Night Monster                    | Az éjszakai rém               | Az éjszakai szörny                        | 2015. 03. 16.  | 2015. 11. 23.  |
| 28.  | 28. | Possum Recall                        | Az emlékmű                    | Az oposszum emlékei                       | 2015. 03. 17.  | 2015. 11. 24.  |
| 29.  | 29. | The Valley of the Hundred Perils     | A száz gyöngy völgy           | A száz veszély völgye                     | 2015. 03. 18.  | 2015. 11. 25.  |
| 30.  | 30. | Dragon Mission                       | Sárkánykaland                 | Sárkányküldetés                           | 2015. 03. 19.  | 2015. 11. 26.  |
| 31.  | 31. | The Prophecy                         | A jóslat                      | A jövendölés                              | 2015. 03. 20.  | 2015. 11. 27.  |
| 32.  | 32. | Smoked Bananas                       | Füstölt banán                 | Füstölt banánok                           | 2015. 03. 23.  | 2015. 11. 30.  |
| 33.  | 33. | Junior's First Catch                 | Junior első fogása            | Junior első kapása                        | 2015. 03. 24.  | 2015. 12. 01.  |
| 34.  | 34. | Jungle Bells                         | Erdőszó                       | Dzsungelkarácsony                         | 2015. 03. 25.  | 2015. 12. 02.  |
| 35.  | 35. | In Her Majesty Service               | Őfelsége szolgálatára         | Őfelsége szolgálatában                    | 2015. 03. 26.  | 2015. 12. 03.  |
| 36.  | 36. | The Fan Club                         | Rajongók                      | A rajongói klub                           | 2015. 03. 27.  | 2015. 12. 04.  |
| 37.  | 37. | The Jungle Bunch's Nightmare         | A rémálom                     | A Dzsungelbanda rémálma                   | 2015. 03. 30.  | 2015. 12. 07.  |
| 38.  | 38. | Assault on the Jungle Bunch          | Az orroló orrszarvú           | Támadás a Dzsungelbanda ellen             | 2015. 03. 31.  | 2015. 12. 08.  |
| 39.  | 39. | The Strongest Animal in the Jungle   | Aki mer, az nyer              | A dzsungel legerősebb állata              | 2015. 04. 01.  | 2015. 12. 09.  |
| 40.  | 40. | Desperately Seeking Bob              | Bob, a hős                    | Kétségbeesetten keresem Bobot             | 2015. 07. 20.  | 2015. 12. 10.  |
| 41.  | 41. | Saving Al And Bob!                   | Al és Bob pácban              | Al és Bob megmentése                      | 2015. 07. 21.  | 2015. 12. 11.  |
| 42.  | 42. | Jungle Eyes                          | A dzsungel színe              | Dzsungelszemek                            | 2015. 07. 22.  | 2015. 12. 14.  |
| 43.  | 43. | The Cyclone Eye                      | Jön a vihar!                  | A ciklon szeme                            | 2015. 07. 23.  | 2015. 12. 15.  |
| 44.  | 44. | Shells And Shellfish                 | Vakáció-küldetés              | Teknők és kagylók                         | 2015. 07. 24.  | 2015. 12. 16.  |
| 45.  | 45. | Web Of Fear                          | A félelem hálójában           | A félelem hálója                          | 2015. 07. 27.  | 2015. 12. 17.  |
| 46.  | 46. | Tripleped Strikes Back!              | Háromlábú visszavág           | A háromlábú visszavág                     | 2015. 07. 28.  | 2015. 12. 18.  |
| 47.  | 47. | Yellow Cave Mistery                  | Rejtély a sárga barlangban    | A sárga barlang rejtélye                  | 2015. 07. 29.  | 2015. 12. 21.  |
| 48.  | 48. | The Jungle Bunch Tackles A Wedding   | Vőlegény késésben             | A Dzsungelbanda esküvőre megy             | 2015. 07. 30.  | 2015. 12. 22.  |
| 49.  | 49. | The Fireflies at Night               | A szentjánosbogarak éjszakája | Szentjánosbogarak éjszakája               | 2015. 07. 31.  | 2015. 12. 23.  |
| 50.  | 50. | Hic Hic Hiccups!                     | Rémes csuklás                 | A véget nem érő csuklás                   | 2015. 08. 03.  | 2015. 12. 24.  |
| 51.  | 51. | Stars Stone                          | A csillagkő                   | Kő az űrből                               | 2015. 08. 04.  | 2015. 12. 25.  |
| 52.  | 52. | The Jungle Bunch Behind The Wheel    | A banda a volán mögött        | A Dzsungelbanda a volán mögött            | 2015. 08. 05.  | 2015. 12. 28.  |

### Különleges epizód
Ez az epizód egyfajta crossover, amely keresztezi a Dzsungelriportokat és az Uhu és pajtásait. Az elnevezése: Dzsungelriportok Uhuval és pajtátsaival.
| #   | #   | Eredeti cím     | Magyar cím     | Magyar cím | Magyar premier | Magyar premier |
| #   | #   | Eredeti cím     | Boomerang      | M2         | Boomerang      | M2             |
| --- | --- | --------------- | -------------- | ---------- | -------------- | -------------- |
| K1. | K1. | Funny Bird      | –              | –          | –              | –              |
| K2. | K2. | Dragon Invasion | Sárkányinvázió | –          | 2016. 01. 15.  | –              |

### 2. évad
| Sor. | Év. | Eredeti cím                         | Magyar cím                     | Magyar cím                         | Magyar premier | Magyar premier |
| Sor. | Év. | Eredeti cím                         | Boomerang                      | M2                                 | Boomerang      | M2             |
| ---- | --- | ----------------------------------- | ------------------------------ | ---------------------------------- | -------------- | -------------- |
| 53.  | 1.  |                                     | A kocka                        | A kocka                            | 2016. 09. 28.  | 2020. 03. 13.  |
| 54.  | 2.  | Show Must Go On                     | A shownak folytatódnia kell    | A shownak mennie kell              | 2016. 09. 27.  | 2020. 03. 13.  |
| 55.  | 3.  | The Melting Mangoes                 | A túlérett mangók              | Az elfolyó mangók                  | 2016. 09. 26.  | 2020. 03. 16.  |
| 56.  | 4.  | Dance of the Vultures               | A keselyűbál                   | A keselyűk bálja                   | 2016. 09. 30.  | 2020. 03. 16.  |
| 57.  | 5.  |                                     | A mini Dzsungelbanda           | A mini Dzsungelbanda               | 2016. 10. 07.  | 2020. 03. 17.  |
| 58.  | 6.  | Bad Hamsters                        | Hörcsöginvázió                 | Hörcsög Banditák                   | 2016. 10. 14.  | 2020. 03. 17.  |
| 59.  | 7.  |                                     | Tigrisvadászat                 | Tigrisvadászat                     | 2016. 10. 11.  | 2020. 03. 18.  |
| 60.  | 8.  |                                     | Abrakadabra                    | Abrakadabra                        | 2016. 10. 12.  | 2020. 03. 18.  |
| 61.  | 9.  |                                     | A smaragd zöld papaja          | A smaragd zöld papaja              | 2016. 10. 06.  | 2020. 03. 19.  |
| 62.  | 10. | All Bets are off                    | Nagy a tét                     | Sötét tétek                        | 2016. 10. 10.  | 2020. 03. 19.  |
| 63.  | 11. | Catch as Catch can                  | Érj utol, ha tudsz!            | A gyanús birkózó verseny           | 2016. 10. 17.  | 2020. 03. 20.  |
| 64.  | 12. | Mammoths Rule                       | Mamuturalom                    | Éljen a mamut!                     | 2016. 10. 18.  | 2020. 03. 20.  |
| 65.  | 13. | A Secret Mole                       | A titokzatos vakond            | A rejtélyes vakond                 | 2016. 10. 28.  | 2020. 03. 23.  |
| 66.  | 14. | For a Fistful of Cahouetes          | Cahoéte, a seriff              | Riff-Raff seriff                   | 2016. 10. 21.  | 2020. 03. 23.  |
| 67.  | 15. | The Wild Bunch                      | A vad nyúlsereg                | A vad banda                        | 2016. 10. 21.  | 2020. 03. 24.  |
| 68.  | 16. | Jungle Bums                         | Dzsungelrémek                  | Dzsungel csalók                    | 2017. 01. 23.  | 2020. 03. 24.  |
| 69.  | 17. | Planet of the Ape                   | Majmok bolygója                | Az emberszabásúak bolygója         | 2016. 10. 25.  | 2020. 03. 25.  |
| 70.  | 18. | Tarsier in Danger                   | Maki veszélyben                | Kobodmaki veszélyben               | 2016. 10. 26.  | 2020. 03. 25.  |
| 71.  | 19. | Guava or Pawpaw                     | Guáva vagy papaja?             | Guáva vagy papaja                  | 2016. 10. 24.  | 2020. 03. 26.  |
| 72.  | 20. | The Jungle Feasts                   | Főzőverseny                    | A dzsungel ünnepe                  | 2016. 10. 19.  | 2020. 03. 26.  |
| 73.  | 21. | Ice Scream                          | Jég-galiba                     | Jégrémség                          | 2016. 10. 20.  | 2020. 03. 27.  |
| 74.  | 22. | An Explosive Duel                   | Párbaj                         | Robbanó párbaj                     | 2016. 11. 02.  | 2020. 03. 27.  |
| 75.  | 23. | 20 000 Bubbles Under the Sea        | Húszezer buborék mélyen        | 20 000 buborék a tenger alatt      | 2017. 01. 24.  | 2020. 03. 30.  |
| 76.  | 24. | The Jungle Genius Awards            | Zsenik versenye                | A dzsungelzseni díjátadó           | 2017. 01. 25.  | 2020. 03. 30.  |
| 77.  | 25. | This Land is not your Land          | Ez a föld nem a tiéd           | Ez a föld nem a tied               | 2017. 02. 10.  | 2020. 03. 31.  |
| 78.  | 26. | Rabbit Trickeries                   | Csaló nyúlbőrben               | Nyúltrükkök                        | 2017. 01. 27.  | 2020. 03. 31.  |
| 79.  | 27. | The Good the Baddies and the Intern | A jó, a rossz és a gyakornok   | A jó, a rosszak és a tanonc        | 2017. 01. 30.  | 2020. 04. 01.  |
| 80.  | 28. | Brain Drain                         | ?                              | Agykiesés Szindróma                | 2017. 01. 31.  | 2020. 04. 01.  |
| 81.  | 29. | Cast their Nets                     | Szúnyogvadászat                | Fülmopsz                           | 2017. 02. 01.  | 2020. 04. 02.  |
| 82.  | 30. | Marcel the Puppet Master            | Marcel a bábmester             | Hipnotizáló mester                 | 2017. 02. 15.  | 2020. 04. 02.  |
| 83.  | 31. | Hibertarsus                         | Hibernált makik                | Koboldmaki a jégben                | 2017. 02. 03.  | 2020. 04. 03.  |
| 84.  | 32. | A Sticky Situation                  | Ragacsos helyzet               | Ragacsos helyzet                   | 2017. 02. 06.  | 2020. 04. 03.  |
| 85.  | 33. | Saving Junior                       | ?                              | Junior bajban van                  | 2017. 02. 07.  | 2020. 04. 06.  |
| 86.  | 34. | S.O.S. Meteorite                    | S.O.S., meteorit!              | S.O.S. Meteor!                     | 2017. 02. 08.  | 2020. 04. 06.  |
| 87.  | 35. | Furies of the Prowl                 | Az országúti fúriák            | Fúriák garázdálkodása              | 2017. 02. 09.  | 2020. 04. 07.  |
| 88.  | 36. | For a Few Pearls more               | Vissza a kagylókat!            | Pár gyönggyel többért              | 2017. 01. 26.  | 2020. 04. 07.  |
| 89.  | 37. | The Christmas Heist                 | Karácsonyi betörés             | Karácsonyi zsákmány                | 2017. 02. 13.  | 2020. 04. 08.  |
| 90.  | 38. | The Fake Fan                        | Álrajongó                      | Az ál-rajongó                      | 2017. 02. 14.  | 2020. 04. 08.  |
| 91.  | 39. |                                     | Tojásvadászat                  | Tojásvadászat                      | 2017. 02. 02.  | 2020. 04. 09.  |
| 92.  | 40. | Inseparable Duo                     | Detektív duó                   | Az elválaszthatatlan páros         | 2017. 02. 16.  | 2020. 04. 09.  |
| 93.  | 41. | Beware of the Gorilla               | Óvakodj a gorilláktól          | Óvakodj a gorillától               | 2017. 02. 17.  | 2020. 04. 10.  |
| 94.  | 42. |                                     | Békapárbaj                     | Békapárbaj                         | 2017. 02. 20.  | 2020. 04. 10.  |
| 95.  | 43. | A Fishbow for Two                   | Akvárium két személyre         | Kétszemélyes akvárium              | 2017. 02. 21.  | 2020. 04. 13.  |
| 96.  | 44. | Mini Jungle Bunch, Maxi Fear        | Mini dzsungelbanda a magasban  | Mini Dzsungelbanda nagy veszélyben | 2017. 02. 22.  | 2020. 04. 13.  |
| 97.  | 45. | Jungle Giggles                      | Nevetés a dzsungelben          | Nevet a dzsungel                   | 2017. 02. 23.  | 2020. 04. 14.  |
| 98.  | 46. | Phantoms                            | Szellemjárás                   | Szellemek                          | 2017. 02. 27.  | 2020. 04. 14.  |
| 99.  | 47. | Invaders from the Deep              | ?                              | Támadók a mélyből                  | 2017. 02. 28.  | 2020. 04. 15.  |
| 100. | 48. | Surpriiise                          | Meglepetééés!                  | Meglepetéééés                      | 2017. 03. 01.  | 2020. 04. 15.  |
| 101. | 49. | The Jungle Bunch are in the Place   | A Dzsungelbanda bankettre megy | A Dzsungel banda a helyén van      | 2017. 03. 02.  | 2020. 04. 16.  |
| 102. | 50. | Crescendo Megalo                    | A hatalmas Wolfgangusz         | Crescendo Megalo                   | 2017. 03. 03.  | 2020. 04. 16.  |
| 103. | 51. | Patator                             | Fellázad a technika            | Burgony                            | 2017. 03. 06.  | 2020. 04. 17.  |
| 104. | 52. | The New Hero                        | Többet ésszel, mint erővel     | Az új hős                          | 2017. 03. 07.  | 2020. 04. 17.  |

### 3. évad
| Sor. | Év. | Magyar cím                               | Eredeti cím                      | Magyar bemutató |
| ---- | --- | ---------------------------------------- | -------------------------------- | --------------- |
| 105. | 1.  | Állj! Vagy karmol a mamám!               | Stop! or My Mum Will Scratch     | 2022. 06. 26.   |
| 106. | 2.  | Gazember múzeum                          | The Scoundrel Museum             | 2022. 07. 02.   |
| 107. | 3.  | Édesszájú                                | Sweet Tooth                      | 2022. 07. 02.   |
| 108. | 4.  | Banáncsempészet                          | Lethal Banana                    | 2022. 07. 03.   |
| 109. | 5.  | Balszerencse                             | Tough Luck!                      | 2022. 07. 03.   |
| 110. | 6.  | Találkozás a makikkal                    | Meet the Tarsiers                | 2022. 07. 09.   |
| 111. | 7.  | Mini banda a Bolond kútban               | The Minis at the Looney Well     | 2022. 07. 09.   |
| 112. | 8.  | Kutyák a pácban                          | The Dogs in the Reservoir        | 2022. 07. 10.   |
| 113. | 9.  | A dzsungi                                | The Jungled                      | 2022. 07. 10.   |
| 114. | 10. | Alkonyattól ásításig                     | From Dusk 'Till Yawn             | 2022. 07. 16.   |
| 115. | 11. | Répatolvajok inváziója                   | Invasion of the Carrot Snatchers | 2022. 07. 16.   |
| 116. | 12. | A fiam a hősöm                           | My Son, My Hero                  | 2022. 07. 17.   |
| 117. | 13. | Melina császárné                         | Melina's Independence Day        | 2022. 07. 17.   |
| 118. | 14. | Az utolsó barlang balra                  | Last Cave on the Left            | 2022. 07. 23.   |
| 119. | 15. | Egyszer volt, hol nem volt a dzsungelben | Once Upon a Time, in the Jungle  | 2022. 07. 23.   |
| 120. | 16. | Az anyák sérthetetlenek                  | Moms Are Off-Limits              | 2022. 07. 24.   |
| 121. | 17. | Ellenállhatatlan                         | Irresistible                     | 2022. 07. 24.   |
| 122. | 18. | Az ötödik mágnes                         | The Fifth Magnet                 | 2022. 07. 30.   |
| 123. | 19. | A gyógyteák összecsapása                 | The Clash of the Herbal Teas     | 2022. 07. 30.   |
| 124. | 20. | Fekete-fehér princessz                   | Princess Monochromed             | 2022. 07. 31.   |
| 125. | 21. | Az argán szörfös                         | The Slider Surfer                | 2022. 07. 31.   |
| 126. | 22. | Narancsfesték, vagy az élet              | A Clock for Orange               | 2022. 08. 06.   |
| 127. | 23. | Dzsungel utca 21.                        | 21 Jungle Street                 | 2022. 08. 06.   |
| 128. | 24. | 12 náthás majom                          | 12 Cold Monkeys                  | 2022. 08. 07.   |
| 129. | 25. | A szent kondér keresése                  | Holy Gravy                       | 2022. 08. 07.   |
| 130. | 26. | Bokor tesók                              | The Bush Brothers                | 2022. 08. 13.   |
| 131. | 27. | Ernest Malőrjei                          | Bad Luck Ernest                  | 2022. 08. 13.   |
| 132. | 28. | A rózsaszín flamingók repülése           | Flight of the Flamingos          | 2022. 08. 14.   |
| 133. | 29. | A tigris és a morcos                     | Tiger and Grumpy                 | 2022. 08. 14.   |
| 134. | 30. | A Dzsungel Észegyesülés új tagja         | Special Convoy                   | 2022. 08. 20.   |
| 135. | 31. | Ki rajzolt Ronaldra, az elefántra?       | Who Framed Ronald the Elephant?  | 2022. 08. 21.   |
| 136. | 32. | A mormota fesztivál                      | Neverending Party                | 2022. 08. 21.   |
| 137. | 33. | Haláli vidámpark                         | Not so Amusant Park              | 2022. 08. 27.   |
| 138. | 34. | A királynő és a gorilla                  | The Gorilla and the Queen        | 2022. 08. 27.   |
| 139. | 35. | A legnagyobb kungfu harcos               | Coaching Tiger, Hidden Giraffe   | 2022. 08. 28.   |
| 140. | 36. | A legnagyobb kungfu harcos               | Coaching Tiger, Hidden Giraffe   | 2022. 08. 28.   |
| 141. | 37. | A legnagyobb kungfu harcos               | Coaching Tiger, Hidden Giraffe   | 2022. 09. 04.   |
| 142. | 38. | Konyha, cselszövéssel                    | Kitchen With a Plot              | 2022. 09. 04.   |
| 143. | 39. | Egy tutajban evezünk                     | Nutter Island                    | 2022. 09. 05.   |
| 144. | 40. | Benny baja                               | Benny's Misfortunes              | 2022. 09. 05.   |
| 145. | 41. | Kicsi, mint a villám                     | The Mini Bunch at Kidwarts       | 2022. 09. 11.   |
| 146. | 42. | Dzsungel-nappal                          | Jungle Daylight                  | 2022. 09. 11.   |
| 147. | 43. | A sós víz emelkedése                     | Rise of the Saltwater            | 2022. 09. 12.   |
| 148. | 44. | Dzsungelakadémia                         | Jungle Academy                   | 2022. 09. 12.   |
| 149. | 45. | Üss, Miguel, üss!                        | Thump, Miguel Thump!             | 2022. 09. 18.   |
| 150. | 46. | Régi bajnokok bevetésen                  | The Champions to the Rescue      | 2022. 09. 18.   |
| 151. | 47. | Anya szökésben                           | She, Fugitive                    | 2022. 09. 19.   |
| 152. | 48. | Dühítő és izgalmas                       | Fab and Furious                  | 2022. 09. 19.   |
| 153. | 49. | A gömböc                                 | The Jungle Blob                  | 2022. 09. 24.   |
| 154. | 50. | A korall kalózok                         | Pirates of the Cahouetes         | 2022. 09. 24.   |
| 155. | 51. | V, mint veterán                          | V for Veteran                    | 2022. 09. 25.   |
| 156. | 52. | Kapd el a sütimet, ha tudod!             | Catch My Cake if You Can         | 2022. 09. 25.   |

## Egyéb

### Dzsungelriportok – Vissza a jégmezőkre
A Dzsungelriportok – Vissza a jégmezőkre (eredeti cím: Les As de la jungle : Opération banquise) 2011-ben bemutatott tévéfilm, 55 perces játékidővel. Magyarországon elsőként a Minimax mutatta be Magyarországon. 2015-től a Boomerang is vetíti, de a Minimax által elkészíttetett szinkronnal. A filmben a Dzsungelbandától két pingvin kér segítséget: hazájukat, az Egyenlítő jégmezőit megszállták a rozmárok, s rabszolgasorsba vonják az őslakos császárpingvineket. A banda így elmegy a jégmezőkre, ahol számos küzdelmet követően legyőzik a Rozmárfőnököt és a csatlósait.

### Dzsungelriportok: A mentőakció – gyorsjelentés
A Dzsungelriportok vagy Dzsungelriportok: A mentőakció – gyorsjelentés (eredeti cím: Les As de la jungle en direct) 2011-es rövidfilmsorozat, melyben egy újságíró meginterjúvolja a Dzsungelbanda tagjait, illetve Fredet, a felfutott énekes varacskosdisznót, hogy mivel töltik a szabadidejüket. Egy epizód 90 másodperc játékidejű volt. A Minimax mutatta be 2011-ben az egyszerűbb "Dzsungelriportok" címmel, majd később a nagy sorozattal együtt a Boomerang 2015-ben, immár "Dzsungelriportok: A mentőakció – gyorsjelentés" címmel és a sorozathoz illeszkedő szinkronnal. Mindkét adó a reklámszünetekben sugározta, illetve sugározza.
A Minimax szinkronjában Mauricet Joó Gábor, Miguelt Berkes Bence, Gilbertet Moser Károly, Batriciát Bíró Kriszta, Al-t Szalay Csongor, Bobot Gacsal Ádám, illetve a mellékszereplő Fredet Gubányi György István szólaltatta meg, az újságíró hangja Endrédi Máté volt. A cím felolvasója Zahorán Adrienne volt. A szinkronstúdió, a szinkron gyártásának adatai nem kerültek bemondásra.
A Boomerang szinkronjában a sorozathoz hasonlóan Mauricet Kisfalusi Lehel, Miguelt Faragó András, Gilbertet Presits Tamás, Batriciát Kovács Nóra, Al-t Seder Gábor, Bobot Bácskai János, a mellékszereplő Fredet Dányi Krisztián, az újságírót Kárpáti Levente szólaltatta meg. A cím felolvasója Endrédi Máté volt.

### Dzsungel-mentőakció
A Dzsungel-mentőakció (eredeti cím: Les As de la jungle) 2017-ben bemutatott mozifilm, 97 perces játékidővel. A filmben a Dzsungelbanda új ellenséggel kerül szembe, Igorral, a minden előző ellenfelüknél gonoszabb koalával. Maurice múltja is fontos szerepet játszik az eseményekben, többek közt az anyaszerepű tigrissel, Natachával való kapcsolata is.